# Kratülosz
Kratülosz (i. e. 5. század) görög filozófus.
Hérakleitosz tanítványa, Platón mestere volt, aki az ő tiszteletére egy hasonnevű dialógust írt, amelyben a nyelv eredetét és lényegét kutatja. Platón Kratülosza nem csupán az első rendszeres nyelvtudományi munka a görögöknél, hanem általánosságban véve az ókori nyelvfilozófia egyik legzseniálisabb terméke. Erényei a következők: van fogalma az idők során előálló hangváltozásokról, egyenlő rangúnak ítéli meg a barbár nyelveket a görög nyelvvel, illetve alkalmazza a hangszimbolikus magyarázatot.